# Hp-hoogte
De Hp-hoogte is de totale hoogste punt van een kapitaal en het laagste punt van een staartletter. Deze is veelal iets minder hoog dan de kp-hoogte, aangezien stokletters vaak iets boven de kapitaal uitsteken.
Hp-hoogte is een van de huidige definities van het begrip korps.